# Élections législatives de 1981 dans les Pyrénées-Orientales
Les élections législatives françaises de 1981 dans les Pyrénées-Orientales se déroulent les 14 et 21 juin 1981.

## Élus
| Circonscription | Député sortant | Parti | Parti      | Député élu ou réélu | Parti | Parti |
| --------------- | -------------- | ----- | ---------- | ------------------- | ----- | ----- |
| 1re             | Paul Alduy     |       | UDF (MDSF) | Renée Soum          |       | PS    |
| 2e              | André Tourné   |       | PCF        | André Tourné        |       | PCF   |

## Positionnement des partis
La majorité sortante UDF-RPR-CNIP se présente sous le sigle « Union pour la nouvelle majorité », le Parti socialiste unifié sous l'étiquette « Alternative 81 ».

## Résultats

### Résultats à l'échelle du département
| Parti          | Parti                                  | Premier tour | Premier tour | Second tour | Second tour | Sièges |
| Parti          | Parti                                  | Voix         | %            | Voix        | %           | Sièges |
| -------------- | -------------------------------------- | ------------ | ------------ | ----------- | ----------- | ------ |
|                | Parti socialiste                       | 50 085       | 33,94        | 54 861      | 34,18       | 1      |
|                | Parti communiste français              | 41 783       | 28,32        | 41 371      | 25,76       | 1      |
|                | Majorité présidentielle                | 91 868       | 62,26        | 96 232      | 59,96       | 2      |
|                |                                        |              |              |             |             |        |
|                | Union pour la démocratie française     | 34 020       | 23,06        | 39 197      | 24,42       | 0      |
|                | Rassemblement pour la République       | 18 606       | 12,61        | 25 057      | 15,63       | 0      |
|                | Union pour la nouvelle majorité        | 52 626       | 35,67        | 64 254      | 40,04       | 0      |
|                |                                        |              |              |             |             |        |
|                | Parti socialiste unifié                | 1 920        | 1,30         |             |             | 0      |
|                | Gauche catalane des travailleurs (ECT) | 1 130        | 0,76         | 0           |             |        |
|                |                                        |              |              |             |             |        |
| Inscrits       | Inscrits                               | 226 011      | 100,00       | 224 992     | 100,00      | 2      |
| Abstentions    | Abstentions                            | 75 599       | 33,45        | 59 116      | 26,27       |        |
| Votants        | Votants                                | 150 412      | 66,55        | 165 876     | 73,73       |        |
| Blancs et nuls | Blancs et nuls                         | 2 868        | 1,91         | 5 390       | 3,25        |        |
| Exprimés       | Exprimés                               | 147 544      | 98,09        | 160 486     | 96,75       |        |

### Résultats par circonscription

#### Première circonscription (Perpignan-Est - Céret)
| Candidat       | Candidat           | Parti                | Premier tour | Premier tour | Second tour | Second tour |  |
| Candidat       | Candidat           | Parti                | Voix         | %            | Voix        | %           |  |
| -------------- | ------------------ | -------------------- | ------------ | ------------ | ----------- | ----------- |  |
|                | Paul Alduy sortant | UDF (PSD)            | 34 020       | 40,67        | 39 197      | 41,67       |  |
|                | Renée Soum élu     | PS                   | 28 169       | 33,68        | 54 861      | 58,33       |  |
|                | Henri Costa        | PCF                  | 19 278       | 23,05        | Retrait     | Retrait     |  |
|                | Miquel Mayol       | Extrême gauche (ECT) | 1 130        | 1,35         |             |             |  |
|                | Gérard Lopez       | PSU                  | 1 041        | 1,24         |             |             |  |
|                |                    |                      |              |              |             |             |  |
| Inscrits       | Inscrits           | Inscrits             | 130 314      | 100,00       | 130 307     | 100,00      |  |
| Abstentions    | Abstentions        | Abstentions          | 44 905       | 34,46        | 33 962      | 26,06       |  |
| Votants        | Votants            | Votants              | 85 409       | 65,54        | 96 345      | 73,94       |  |
| Blancs et nuls | Blancs et nuls     | Blancs et nuls       | 1 771        | 2,07         | 2 287       | 2,37        |  |
| Exprimés       | Exprimés           | Exprimés             | 83 638       | 97,93        | 94 058      | 97,63       |  |

#### Deuxième circonscription (Perpignan-Ouest - Prades)
| Candidat       | Candidat                   | Parti          | Premier tour | Premier tour | Second tour | Second tour |  |
| Candidat       | Candidat                   | Parti          | Voix         | %            | Voix        | %           |  |
| -------------- | -------------------------- | -------------- | ------------ | ------------ | ----------- | ----------- |  |
|                | André Tourné sortant réélu | PCF            | 22 505       | 35,22        | 41 371      | 62,28       |  |
|                | Pierre Estève              | PS             | 21 916       | 34,29        | Retrait     | Retrait     |  |
|                | François Benedetti         | RPR (UNM)      | 18 606       | 29,11        | 25 057      | 37,72       |  |
|                | Marise Glory               | PSU            | 879          | 1,37         |             |             |  |
|                |                            |                |              |              |             |             |  |
| Inscrits       | Inscrits                   | Inscrits       | 95 697       | 100,00       | 95 685      | 100,00      |  |
| Abstentions    | Abstentions                | Abstentions    | 30 694       | 32,07        | 26 154      | 27,33       |  |
| Votants        | Votants                    | Votants        | 65 003       | 67,93        | 69 531      | 72,67       |  |
| Blancs et nuls | Blancs et nuls             | Blancs et nuls | 1 097        | 1,69         | 3 103       | 4,46        |  |
| Exprimés       | Exprimés                   | Exprimés       | 63 906       | 98,31        | 66 428      | 95,54       |  |